# Ådalen en Högsberga
Ådalen en Högsberga (Zweeds: Ådalen och Högsberga) is een småort in de gemeente Enköping in het landschap Uppland en de provincie Uppsala län in Zweden. Het småort heeft 75 inwoners (2005) en een oppervlakte van 9 hectare. Eigenlijk bestaat het småort uit twee plaatsen: Ådalen en Högsberga.